# لايانا
بلدية لايانا (بالإسبانية: Layana) هي بلدية تقع في مقاطعة سرقسطة التابعة لمنطقة أراغون شمال شرق إسبانيا.

## الديموغرافيا
بلغ عدد سكان بلدية لايانا 123 نسمة عام 2011 (وفقاً للمعهد الوطني الإسباني للإحصاء).
| 159 | 145 | 137 | 123 | 116 | 111 | 123 |